# Paneroa
Paneroa, monotipski rod glavočika iz podtribusa Critoniinae, dio tribusa Eupatorieae.

## Opis
Rod Paneroa je slična Ageratumu, u koji je izvorno smještena, ali se razlikuje po tome što ima naizmjenično lišće, 4-rebraste listove i grane stila  koje su upadljivo klavaste. Molekularni filogenetski podaci sugeriraju da se Paneroa razišla prije diferencijacije loze koja uključuje Ageratum, Conoclinium i Fleischmannia. Paneroa se javlja u šumama hrasta i bora u regiji Mixteca Alta u državi Oaxaca, Meksiko, području koje je dom nizu drugih endema.

## Sinonimi
- Ageratum stachyofolium B.L.Rob.; Proc. Amer. Acad. Arts 36: 476 (1901)